# Družba Sinjeg galeba
Družba Sinjeg galeba (slovenski: Bratovščina Sinjega galeba) pustolovni je roman za mlade slovenskog pisca Tone Seliškara, originalno objavljen 1936. godine. 
Prema knjižnom predlošku je 1953. godine snimljen i hrvatski dugometražni igrani film Sinji galeb u režiji Branka Bauera i produkciji Jadran filma.

## Radnja
Glavni junak je dvanaestgodišnji Ivo, siromašni dječak s imaginarnog jadranskog otoka (Galebov otok), koji sa svojim prijateljima osniva društvo i naziva ga Družba Sinjega galeba po nazivu od oca naslijeđene lađe. Družba se u lađi otiskuje na more kako bi otplatili dugove Ivinog oca. Radnja opisuje pustolovine tijekom kojih će se mali heroji sukobiti s bandom krijumčara. Kao glavni motiv romana istaknuta je važnost prijateljstva, zajedništva i nesebičnog pomaganja drugima.